# Сан-Карло-аи-Катинари
Церковь Сан-Карло-аи-Катинари, Церковь Санти Бьяджо-э-Карло-аи-Катинари (итал. La chiesa dei Santi Biagio e Carlo ai Catinari) — католический храм в Риме, титулярная церковь, расположенная на площади Бенедетто Кайроли, юго-западнее площади Торре-Арджентина, в районе Сант-Эустакио (Святого Эвстахия Римского), в нескольких кварталах к югу от церкви Сант-Андреа-делла-Валле. Посвящена святым Карло Борромео и Бьяджо (Власию).

## История
Современная церковь стоит на месте старой, построенной в XII веке, имевшей разные названия: дель Анелло, дельи Аркари, аль Монте делла Фарина. В 1575 году папа Григорий XIII подарил храм «регулярным клирикам Святого Павла» (варнавитам). Миланские варнавиты были тесно связаны с кардиналом Карло Борромео. Он помогал составлять уставы ордена, и они помогали ему в служении во время эпидемии чумы 1576 года. Когда их маленькая церковь Сан-Бьяджо-аль-Анелло в Риме стала слишком маленькой, они купили прилегающую землю и построили большую. Борромео был канонизирован в ноябре 1610 года. Строительство началось в сентябре 1611 года, что сделало эту церковь первой в Риме посвященной этому святому.
В 1617 году, чтобы освободить место для театинского монастыря Сант-Андреа-делла-Валле, старую церковь снесли, а монахов перевели в церковь Сан-Карло, которая строилась с 1611 года и получила титул в память об одной из утраченных церквей «Святых Карло и Бьяджо»; название «ai Catinari» происходит от того факта, что поблизости были мастерские жестянщиков (итал. catinо — миска, ведро, таз). По иной версии: из-за участия в строительстве мастеров деревянных бассейнов, или «раковин» (catini).
Строительные работы начались в 1612 году по проекту Розато Розатти. Фасад церкви был завершён между 1635 и 1638 годами по проекту Джованни Баттиста Сориа. Через три года закончились работы над апсидой, и в целом строительные работы были завершены в 1650 году.
Церковь посвятили Карло Борромео, благотворителю и инициатору реформы монашеских орденов. Апсида была расширена в 1642 году по проекту архитектора Паоло Марручелли. В последующие годы были построены и украшены боковые капеллы. Церковь была освящена только в 1722 году при папе Клименте XII. В 1860 году Пий IX распорядился восстановить здание, поскольку оно несколько раз (особенно купол) подвергалось ударам атмосферных явлений и артиллерийских обстрелов.

## Архитектура
Церковь построена в стиле римского барокко с типичным для периода контрреформации двухъярусным фасадом из травертина, треугольным фронтоном и парными пилястрами коринфского ордера. Над центральным из трёх входных порталов в овальном медальоне помещён портрет Святого Карло Борромео.
Купол церкви, возведённый Розато Розати, является четвёртым по величине в Риме после Пантеона, Сан-Пьетро в Ватикане и Сант-Андреа-делла-Валле. В XX веке были построены две другие церкви (Санти Пьетро и Паоло в Европе и Сан-Джованни-Боско в одноимённом районе), чьи купола по размеру превосходят купола Сан-Карло-аи-Катинари и Сант-Андреа-делла-Валле.
Со стороны улицы Виа-дель-Монте-делла-Фарина находится простая кампанила (колокольня) с четырьмя старинными колоколами.

## Интерьер
Интерьер, восстановленный в 1897 году в связи с канонизацией Антонио Марии Дзаккарии, основателя ордена варнавитов, следует плану удлинённого греческого креста, который приобрёл современный вид в 1646 году после перестройки апсиды. Схема центральной части (крест, вписанный в квадрат) восходит к раннехристианскому храму Санта-Мария-прессо-Сан-Сатиро и некоторым другим историческим постройкам в Милане и Риме.
На пересечении четырёх рукавов креста возвышается огромный купол, пандативы (паруса) которого были расписаны Доменикино между 1627 и 1630 годами аллегорическими фигурами главных христианских добродетелей (Благоразумие, Справедливость, Стойкость, Умеренность). Конху апсиды в 1646 году расписал Джованни Ланфранко с изображением Святого Карло, приветствуемого на небесах. Главный алтарь церкви, поддерживаемый четырьмя коринфскими колоннами и увенчанный девизом Карло Борромео: «Humilitas» (Смирение), спроектирован Мартино Лонги Младшим.
Алтарная картина «Святой Карл несёт Святой Гвоздь в процессии во время чумы в Милане» написана Пьетро да Кортона (1667). По сторонам в нишах — статуи святых апостолов Петра и Павла («моделло», использованные затем для больших статуй на площади Святого Петра). В хоре имеется фреска «Святой Карло Борромео во Славе», выполненная в 1646—1647 годах, это последняя работа Джованни Ланфранко. На контрфасаде храма имеются фрески Маттиа и Грегорио Прети, изображающие эпизоды из жизни Святого Карло Борромео (1642). Справа от главного алтаря находится капелла Святой Чечилии в стиле позднего барокко, спроектированная Антонио Герарди и построенная в 1695—1700 годах. Алтарный образ святой также написал Герарди.
В проходе за главным алтарем имеются картины: Гвидо Рени, изображающая святого Карла в молитве (1620) и святого Карла Андреа Коммоди, а также «Чудо святого Власия» (1669) Джованни Черрини. Бронзовое распятие в сакристии приписывается Алессандро Альгарди.
Среди многочисленных произведений искусства XVII века, сохранившихся в боковых капеллах церкви, — «Благовещение» Джованни Ланфранко (1624), «Мученичество Святого Власия» работы Джачинто Бранди (1678), «Персидские мученики» Франческо Романелли, «Смерть Святой Анны» Андреа Сакки. В капелле (справа от апсиды) находится алтарный образ «Мадонны Божественного Промысла» (Madonna della Divina Provvidenza), копия, выполненная в 1732 году Пьетро Валентини с оригинала 1594 года Шипионе Пульцоне.
В церкви хранятся некоторые известные реликвии, в том числе череп святой Февронии Низибийской, перенесённый сюда из древней церкви Святого Павла после того, как последняя была снесена для строительства Палаццо Киджи. Эта реликвия, хранящаяся вместе с двумя другими черепами святых женщин, видна в раке главного алтаря.
На хорах слева от апсиды находится орган Rieger Opus 600, построенный в 1897 году по звуковому проекту Филиппо Капоччи и отреставрированный в 1995 году Анджело Карбонетти. Прибор с трубчатой механо-пневматической передачей имеет 24 регистра; его консоль имеет две клавиатуры на 56 нот и прямую педаль на 27.
Церковь считается прототипом церкви Святой Урсулы в Сорбонне (Париж), строительство которой началось в 1635 году Жаком Лемерсье после его пребывания в Риме.

## Галерея

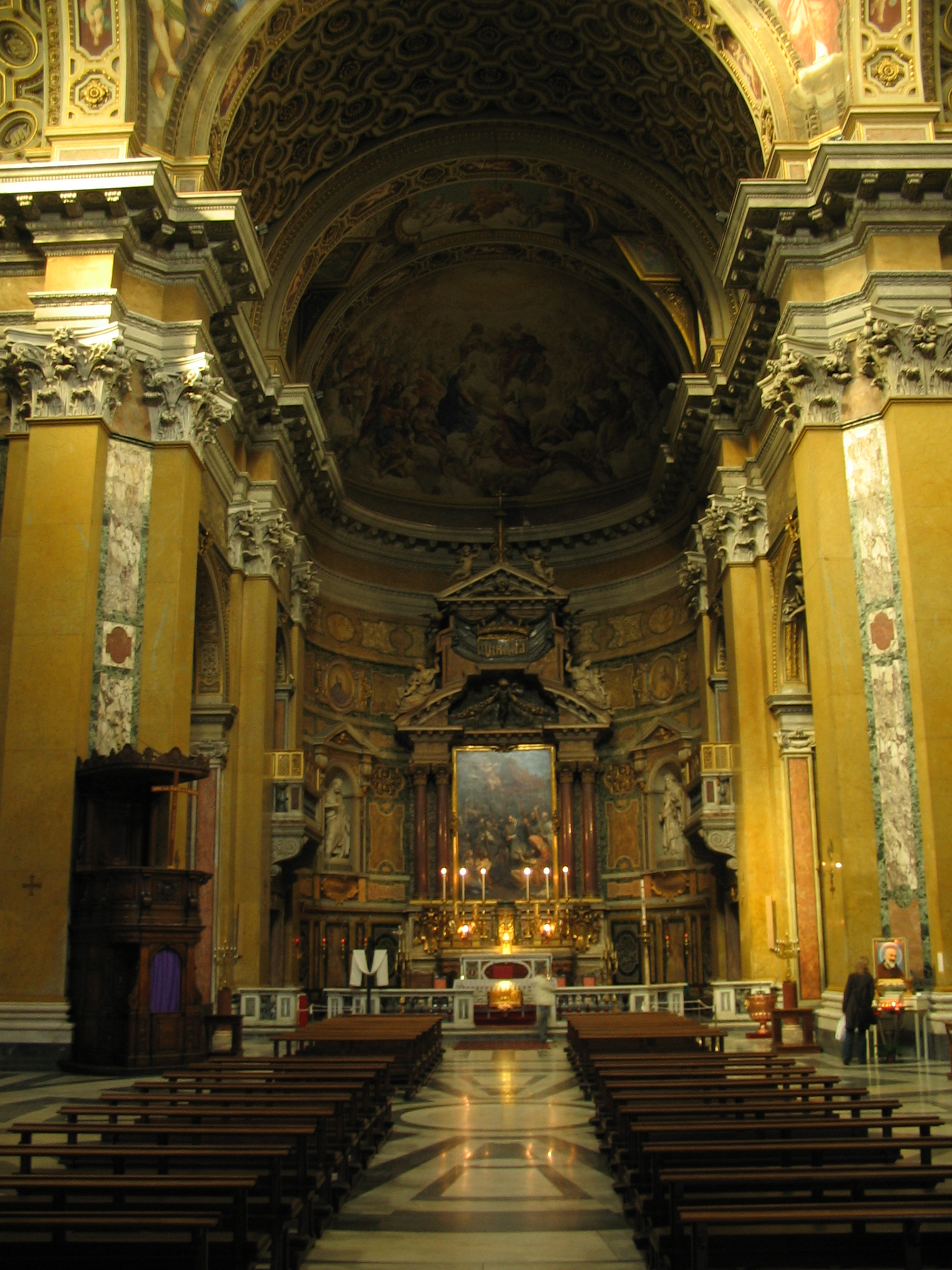
Интерьер главного нефа
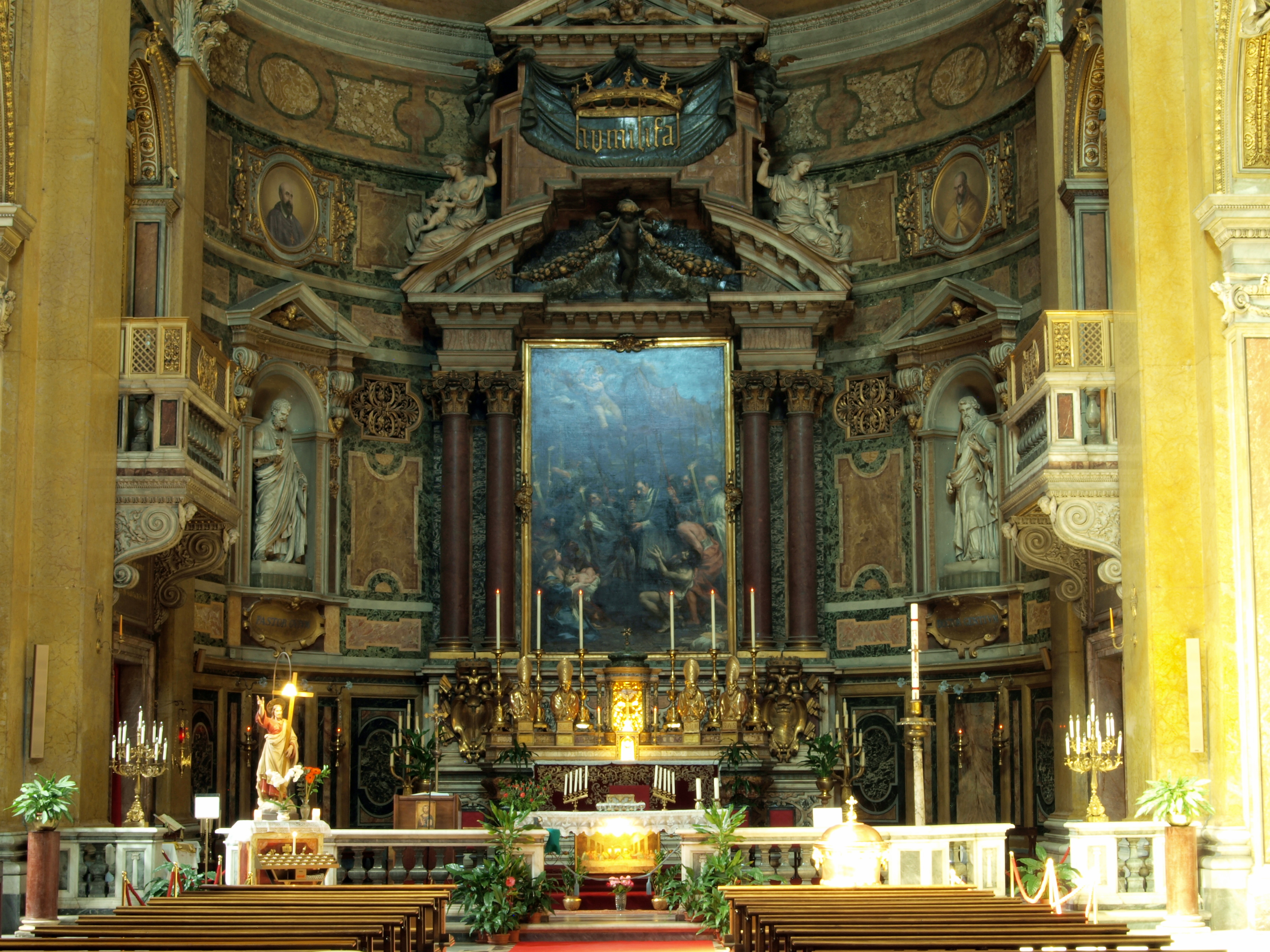
Главный алтарь
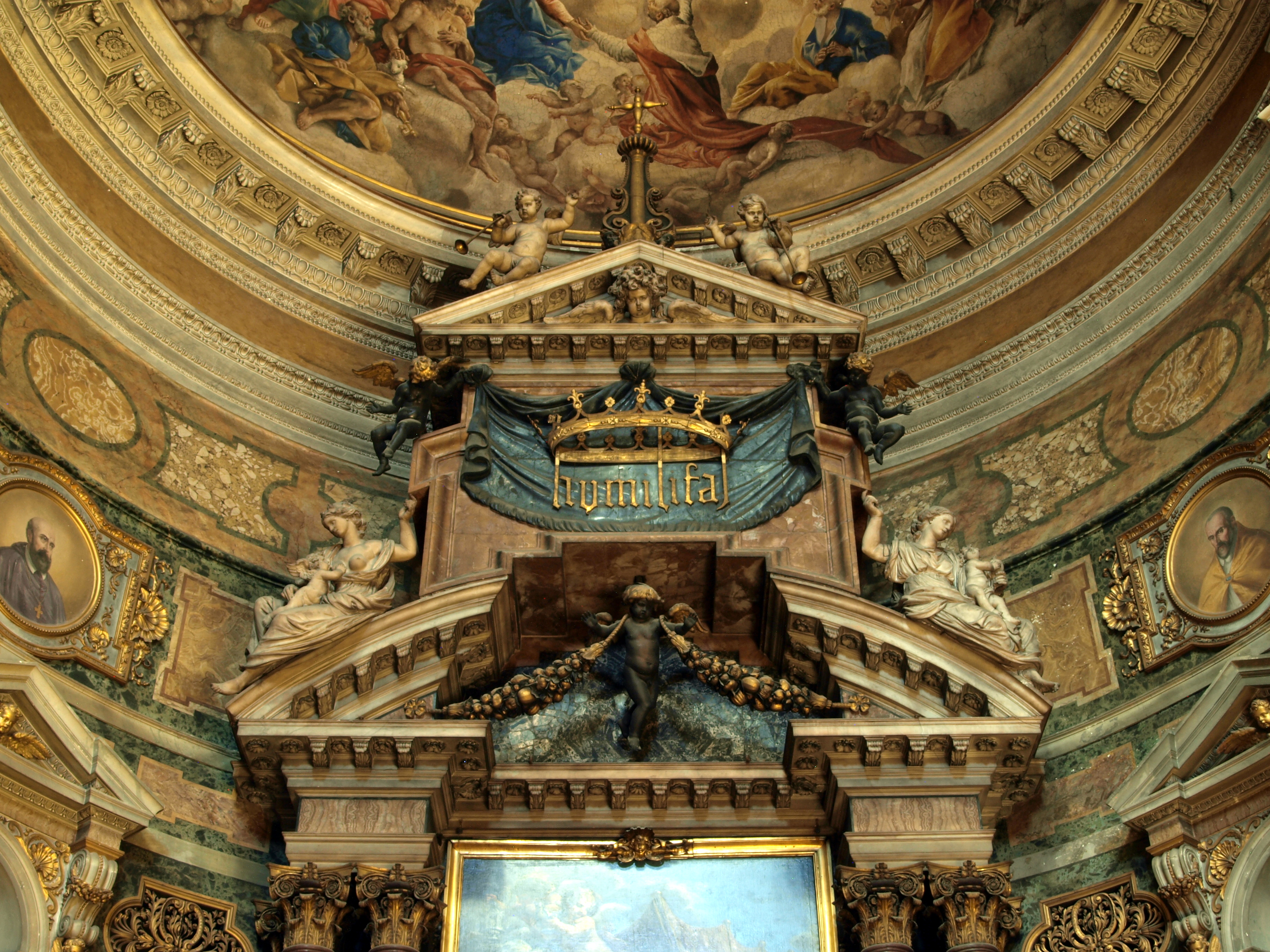
Навершие главного алтаря
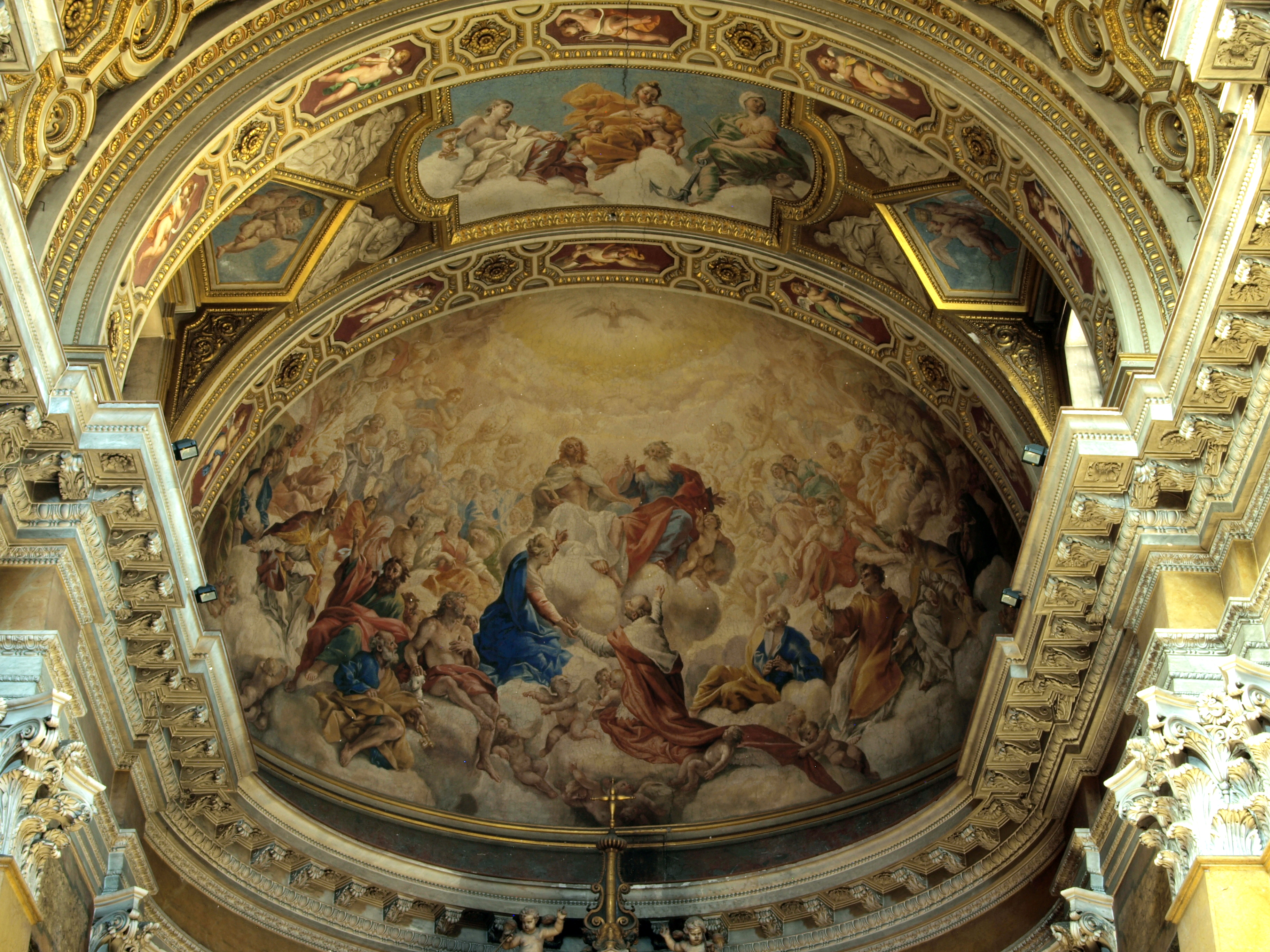
Дж. Ланфранко. Святой Карл, приветствуемый на небесах.  Роспись конхи апсиды. 1646
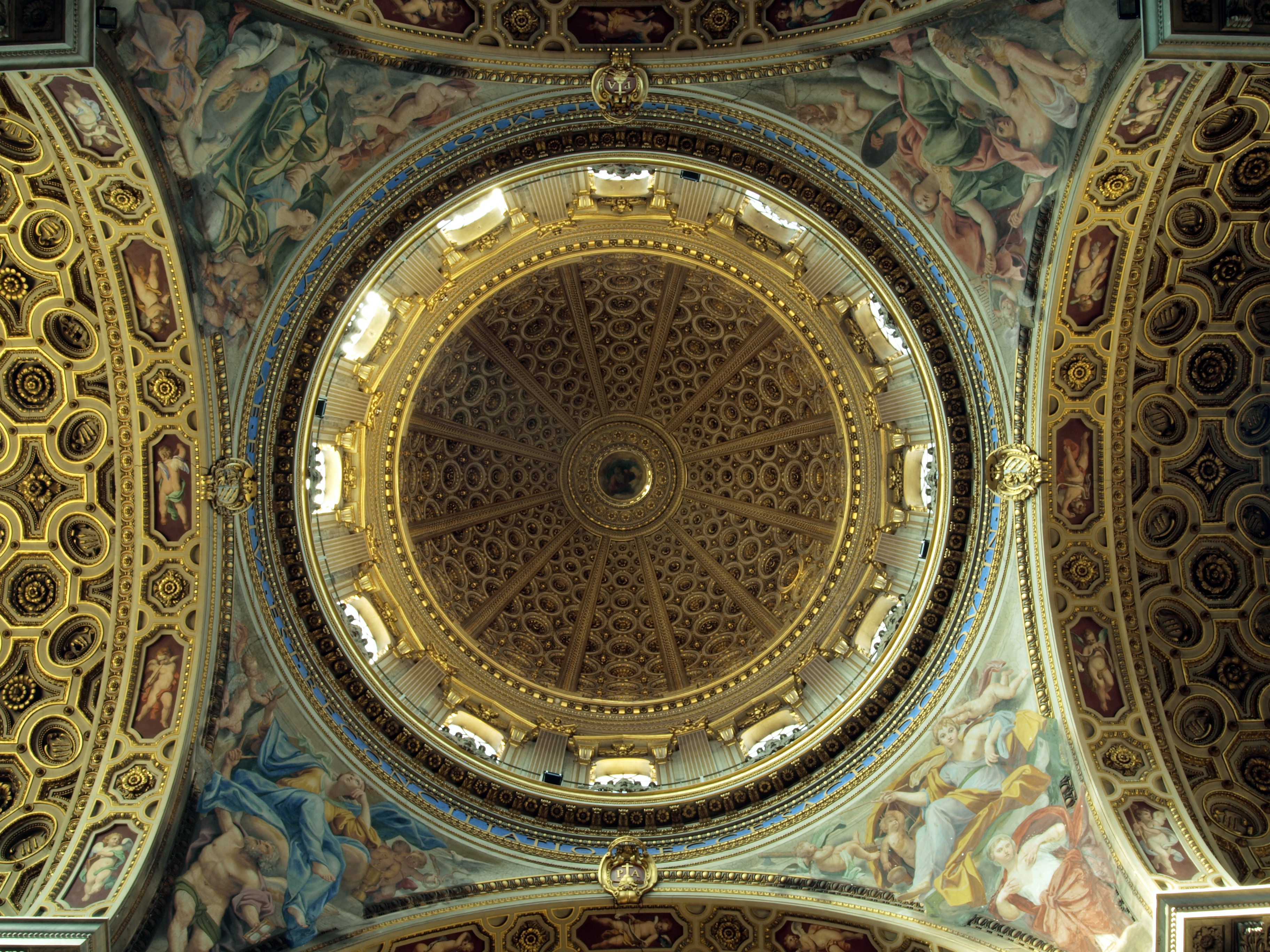
Купол. Росписи пандативов работы Доменикино. 1627 и 1630
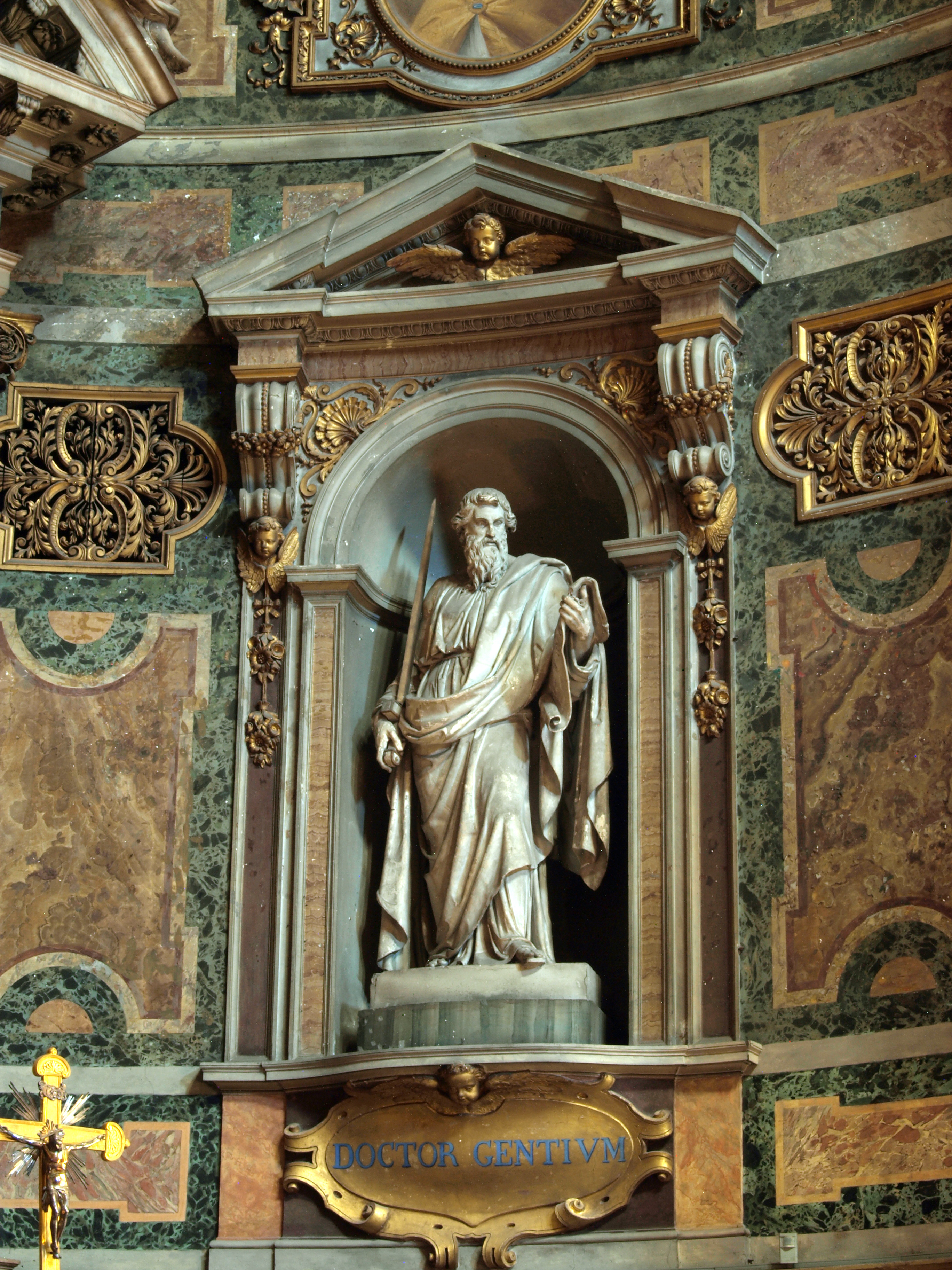
А. Тадолини. Святой Павел. Статуя апсиды
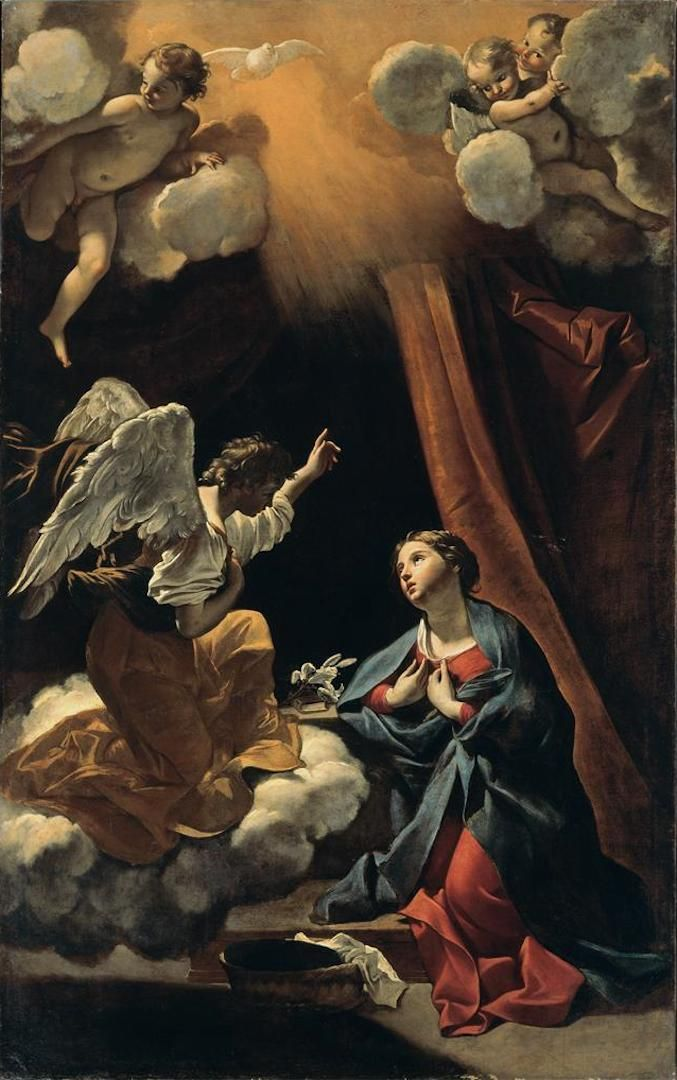
Дж. Ланфранко. Благовещение. 1624
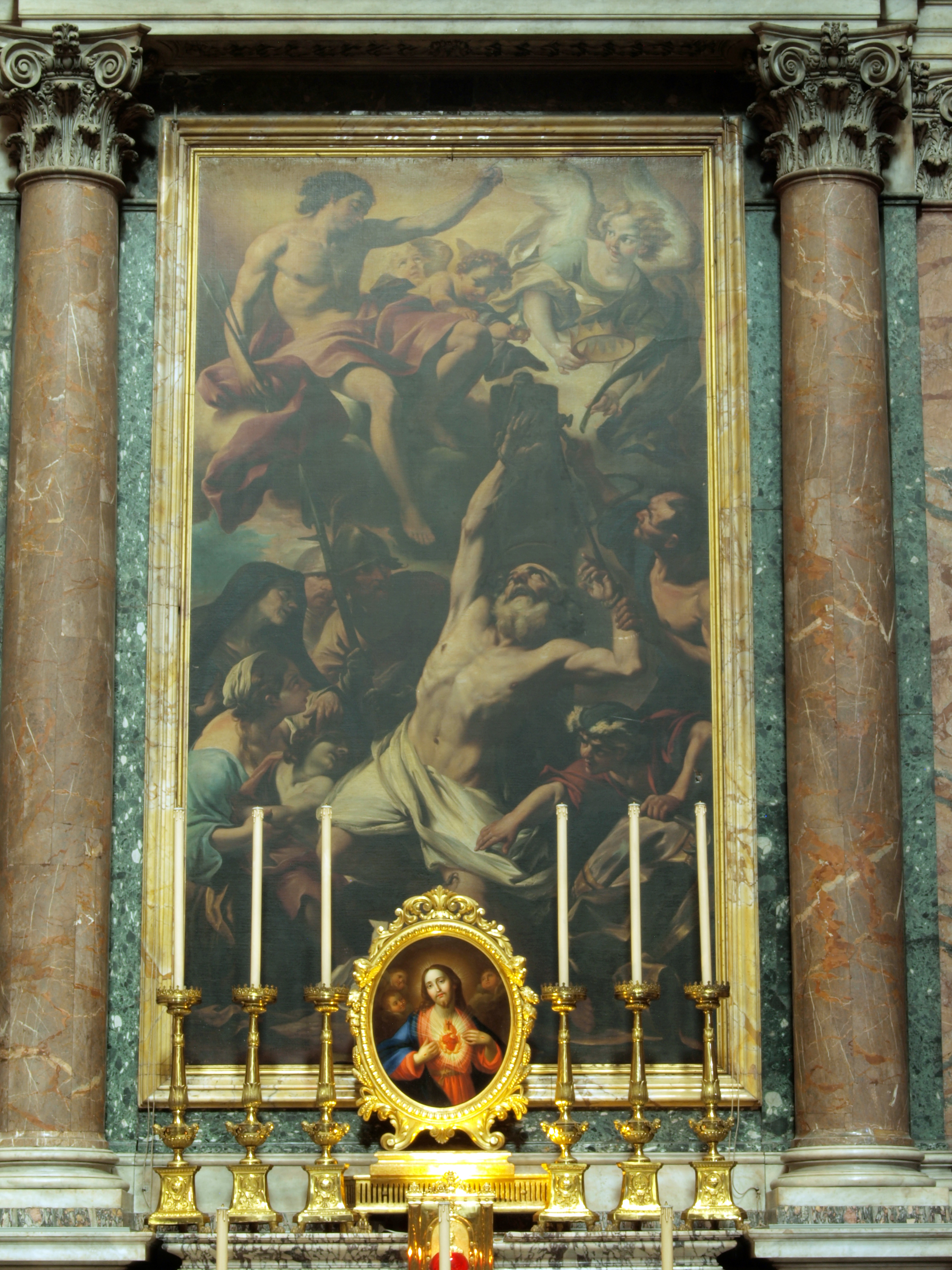
Дж. Бранди. Мученичество Святого Власия. 1678
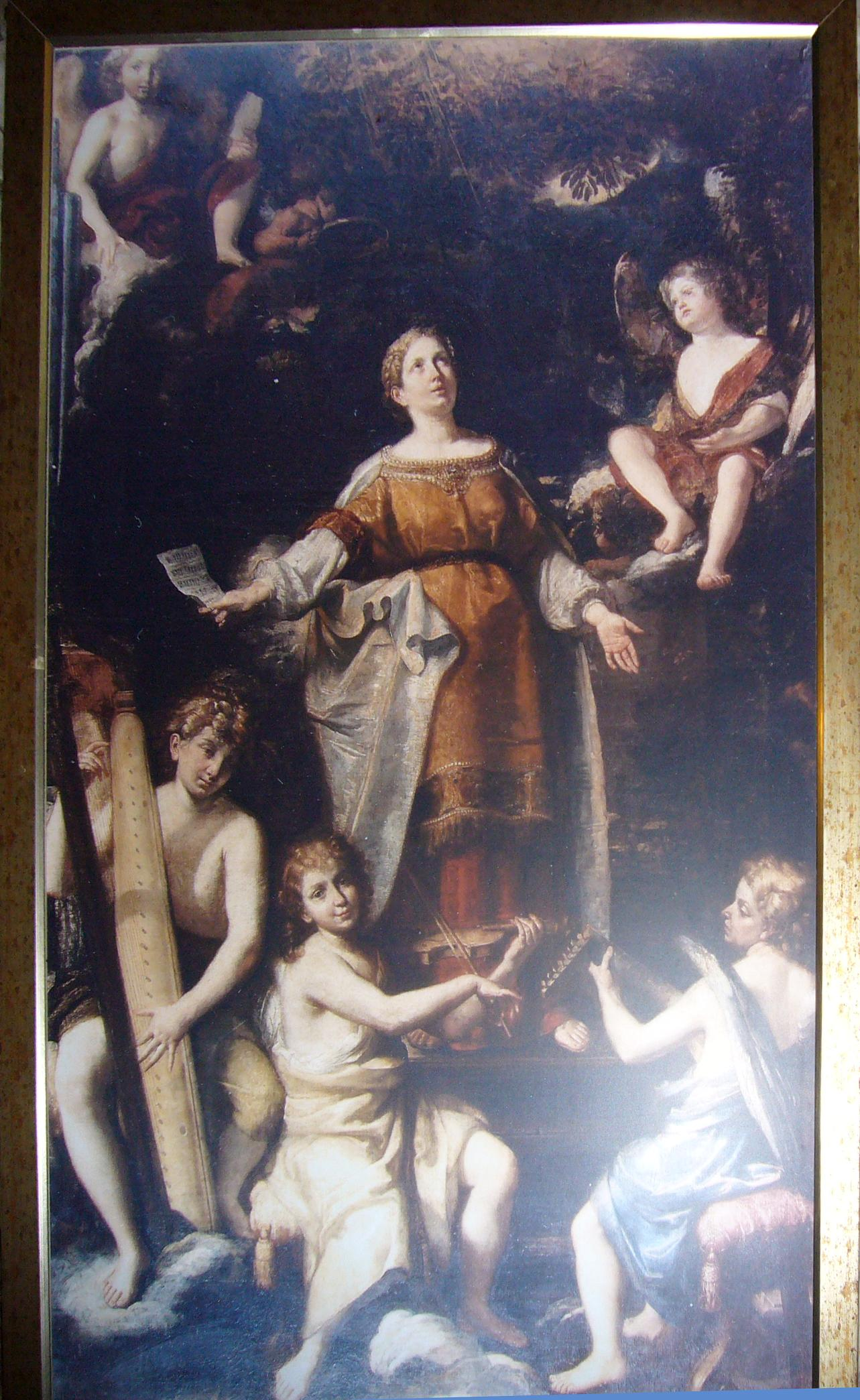
А. Герарди. Святая Чечилия. 1695–1700. Капелла Санта-Чечилия
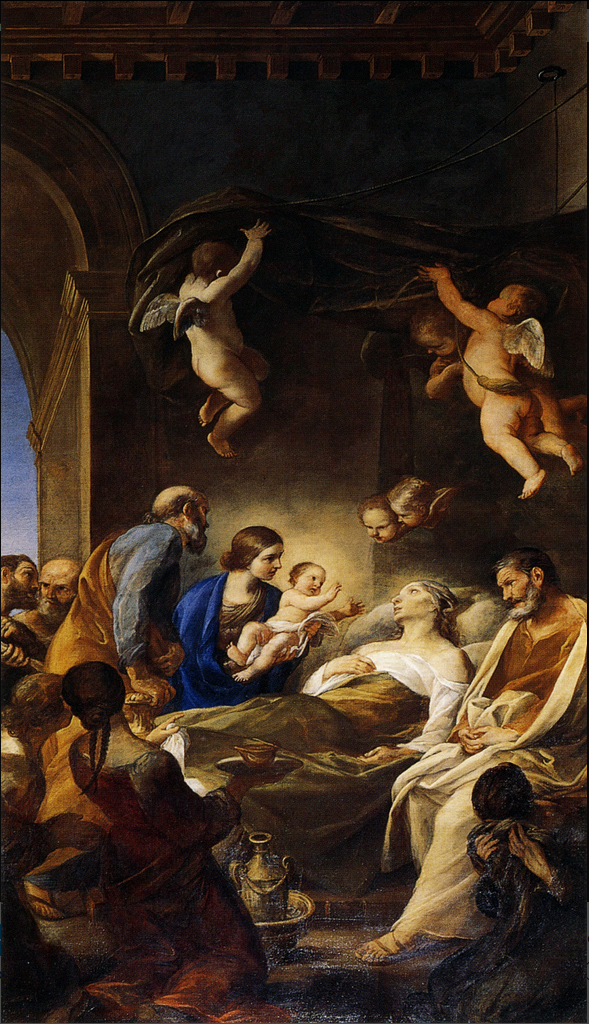
А. Сакки. Смерть Святой Анны.